# Chorwacja na Mistrzostwach Świata w Lekkoatletyce 2015
Chorwacja na Mistrzostwach Świata w Lekkoatletyce 2015 – reprezentacja Chorwacji podczas Mistrzostw Świata w Pekinie liczyła 6 zawodników.

## Występy reprezentantów Chorwacji

### Mężczyźni

#### Konkurencje techniczne
| Konkurencja    | Zawodnik      | Eliminacje  | Eliminacje | Finał    | Finał   |
| Konkurencja    | Zawodnik      | Rezultat    | Pozycja    | Rezultat | Pozycja |
| -------------- | ------------- | ----------- | ---------- | -------- | ------- |
| Skok o tyczce  | Ivan Horvat   | 5,70 m (NR) | 15. Q      | 5,65 m   | 9.      |
| Pchnięcie kulą | Marin Premeru | 19,33 m     | 23.        | NQ       | NQ      |

### Kobiety

#### Konkurencje biegowe
| Konkurencja                | Zawodniczka      | Runda 1  | Runda 1 | Półfinał | Półfinał | Finał    | Finał   |
| Konkurencja                | Zawodniczka      | Rezultat | Pozycja | Rezultat | Pozycja  | Rezultat | Pozycja |
| -------------------------- | ---------------- | -------- | ------- | -------- | -------- | -------- | ------- |
| Bieg na 100 m przez płotki | Andrea Ivančević | 12,88    | 9. Q    | 33,95    | 20.      | NQ       | NQ      |

#### Konkurencje techniczne
| Konkurencja  | Zawodnik        | Eliminacje | Eliminacje | Finał       | Finał   |
| Konkurencja  | Zawodnik        | Rezultat   | Pozycja    | Rezultat    | Pozycja |
| ------------ | --------------- | ---------- | ---------- | ----------- | ------- |
| Skok wzwyż   | Ana Šimić       | 1,92 m     | 1. q       | 1,88 m      | 9.      |
| Skok wzwyż   | Blanka Vlašić   | 1,92 m     | 1. q       | 2,01 m (SB) | srebro  |
| Rzut dyskiem | Sandra Perković | 64,51 m    | 2. Q       | 67,39       | srebro  |